# 石川房三
石川 房三（いしかわ ふさぞう、1883年〈明治16年〉3月24日 - 1957年〈昭和32年〉8月10日）は、大日本帝国陸軍軍人。最終階級は陸軍少将。

## 経歴
愛知県出身。陸軍士官学校第16期卒業。1920年（大正9年）8月、陸軍歩兵少佐に進級し、9月時点で歩兵第7連隊附の任にあった。1923年（大正12年）9月時点で第9師団副官に転じ、1924年（大正13年）9月時点で歩兵第69連隊大隊長、1925年（大正14年）3月に陸軍歩兵中佐に進級し、第9師団副官に就任した。
1926年（大正15年）5月には関東軍副官に転じ、1927年（昭和2年）7月に梨本宮守正王附武官に着任し、1929年（昭和4年）8月に陸軍歩兵大佐に進んだ。1932年（昭和7年）8月に福岡連隊区司令官に転補され、1934年（昭和9年）3月5日に陸軍少将進級と同時に待命となり、3月16日に予備役に編入された。
晩年は闘病生活を送っていたが、1957年（昭和32年）8月10日に死去した。

## 栄典
勲章等
- 1940年（昭和15年）8月15日 - 紀元二千六百年祝典記念章[9]